# Ernie Morrison

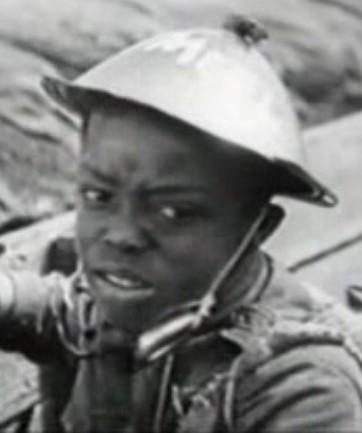
Sunshine Sammy in Dogs of war uit 1923

Ernie Morrison (New Orleans, 20 december 1912 — Lynwood (Californië), 24 juli 1989), geboren als Ernest Fredric Morrison, was een Afro-Amerikaans acteur.
Morrison werd als klein kind al bekend onder de naam "Sunshine Sammy". Hij acteerde in films sinds 1918 en was de eerste donkere acteur om een langdurige contract te krijgen. Hij kreeg een contract bij producent Hal Roach in 1919.
Toen Roach de serie Our Gang begon, was Morrison het eerste kind om een rol hierin te krijgen. Hij stapte al in 1924 uit de serie om in vaudeville te werken. Hierna ging hij toeren in Australië.
Eenmaal terug in de Verenigde Staten werd Morrison een van de East Side Kids. Na drie jaar stopte hij hiermee om met de Step Brothers samen te werken.
Tijdens de Tweede Wereldoorlog ging Morrison het leger in. Hierna werd hem een rol in The Bowery Boys aangeboden. Deze sloeg hij af. Uiteindelijk stopte hij met acteren om bij de luchtmacht te werken.
Morrison stierf op 24 juli 1989 aan kanker. Hij werd 76 jaar oud.
- Library of Congress Control Number: no2013030683
- MusicBrainz: f3e558a4-4d5b-408b-aae5-d4d4c5997eed
- Virtual International Authority File: 299016653
- WorldCat: E39PBJrm6ydxq9h8bRqRBpBQMP